# Manouri
Il Manouri (in greco: μανούρι) è un formaggio greco, classificato come latticino, prodotto nelle regioni di Macedonia Centrale, Occidentale e Tessaglia.
Dal giugno 1996, a livello europeo, la denominazione Manouri è stata riconosciuta denominazione di origine protetta (DOP).
È un formaggio di siero prodotto in modo tradizionale con il siero di latte ovino
o caprino, al quale va aggiunto il latte di pecora o capra o la sua panna. Generalmente di forma cilindrica, si presenta con una pasta morbida ed elastica, senza occhiatura, è di colore bianco ed è privo di crosta.